# Acropora tumida
Acropora tumida är en korallart som beskrevs av Addison Emery Verrill 1866. Acropora tumida ingår i släktet Acropora och familjen Acroporidae. IUCN kategoriserar arten globalt som otillräckligt studerad. Inga underarter finns listade i Catalogue of Life.